# Marc Bolan
Marc Bolan (/ˈboʊlən/ ; nascido Mark Feld; Londres, 30 de setembro de 1947 – Londres, 16 de setembro de 1977) foi um músico, cantor e compositor inglês. Ele foi um dos pioneiros do movimento glam rock no início da década de 1970 com sua banda T. Rex.
No final da década de 1960, ele alcançou a fama como fundador e líder da banda de folk psicodélico Tyrannosaurus Rex, com quem lançou quatro álbuns aclamados pela crítica e teve um hit menor, "Debora". Bolan começou como um cantor e compositor acústico antes de entrar na música elétrica antes da gravação do primeiro single de T. Rex, "Ride A White Swan", que foi o número dois na parada de singles do Reino Unido. A aparição de Bolan em março de 1971 no programa de música da BBC Top of the Pops, usando glíter no rosto para o topo das paradas britânicas "Hot Love", é citado como o início do movimento glam rock. O crítico de música Ken Barnes chamou Bolan de "o homem que começou tudo". O álbum Electric Warrior, com todas as músicas escritas por Bolan, foi descrito pelo AllMusic como "o álbum que essencialmente deu início à mania do glam rock no Reino Unido". O produtor Tony Visconti, que trabalhou com Bolan durante seu apogeu, afirmou: "O que eu vi em Marc Bolan não tinha nada a ver com cordas, ou padrões muito elevados de arte; o que eu vi nele foi talento bruto. Eu vi genialidade. Eu vi uma estrela do rock em potencial em Marc – desde o minuto, a hora em que o conheci." A partir de 1973, ele começou a misturar o rock com outras influências, incluindo funk, soul, gospel, disco e R&B.
Bolan morreu em um acidente de carro duas semanas antes de seu aniversário de 30 anos. Em 1977, uma pedra memorial em formato do busto de Bolan, o Marc Bolan's Rock Shrine, foi criado no local onde ele morreu, o distrito de Barnes, em Londres. Sua influência musical como guitarrista e compositor foi profunda; ele inspirou muitos artistas posteriores nas décadas seguintes. Como membro do T. Rex, Bolan foi postumamente introduzido no Rock and Roll Hall of Fame em 2020.

## Juventude

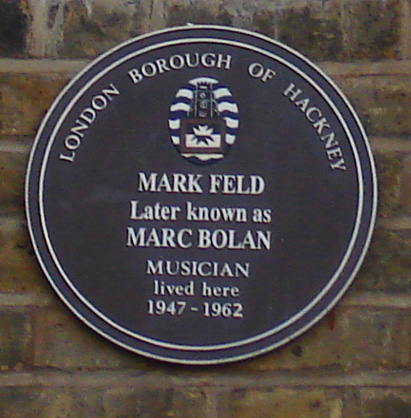
Placa comemorativa na casa de infância de Bolan, 25 Stoke Newington Common, Hackney, Londres.

Bolan nasceu no Hospital Universitário de Homerton e cresceu em 25 Stoke Newington Common, no bairro de Hackney, leste de Londres, filho de Phyllis Winifred (nascida Atkins) e Simeon Feld, um motorista de caminhão. Seu pai era um asquenaze de ascendência russa e polonesa, enquanto sua mãe era de ascendência inglesa. Mudando-se para Wimbledon, no sudoeste de Londres, ele se apaixonou pelo rock and roll de Gene Vincent, Eddie Cochran, Arthur Crudup e Chuck Berry e passeava por bares como o 2i's em Soho.
Bolan era aluno da Northwold Primary School, Upper Clapton. Ele apareceu como figurante em um episódio do programa de televisão Orlando, vestido como um mod. Aos nove anos, ele ganhou sua primeira guitarra e começou uma banda de skiffle. Enquanto estava na escola, ele tocou guitarra em "Susie and the Hula Hoops", um trio cuja vocalista era Helen Shapiro, de 12 anos. Durante os intervalos do almoço na escola, ele tocava seu violão no playground para uma pequena plateia de amigos. Aos 15 anos, ele foi expulso da escola por mau comportamento.
Bolan se juntou brevemente a uma agência de modelos e se tornou um "John Temple Boy", aparecendo em um catálogo de roupas para a loja de moda masculina. Ele era um modelo para os ternos em seus catálogos, bem como para os recortes de papelão a serem exibidos nas vitrines das lojas. A revista Town o apresentou como um dos primeiros exemplos do movimento mod em uma divulgação de fotos. Quando perguntado sobre sua sexualidade durante uma entrevista em 1975, Bolan disse que era bissexual.

## Carreira musical

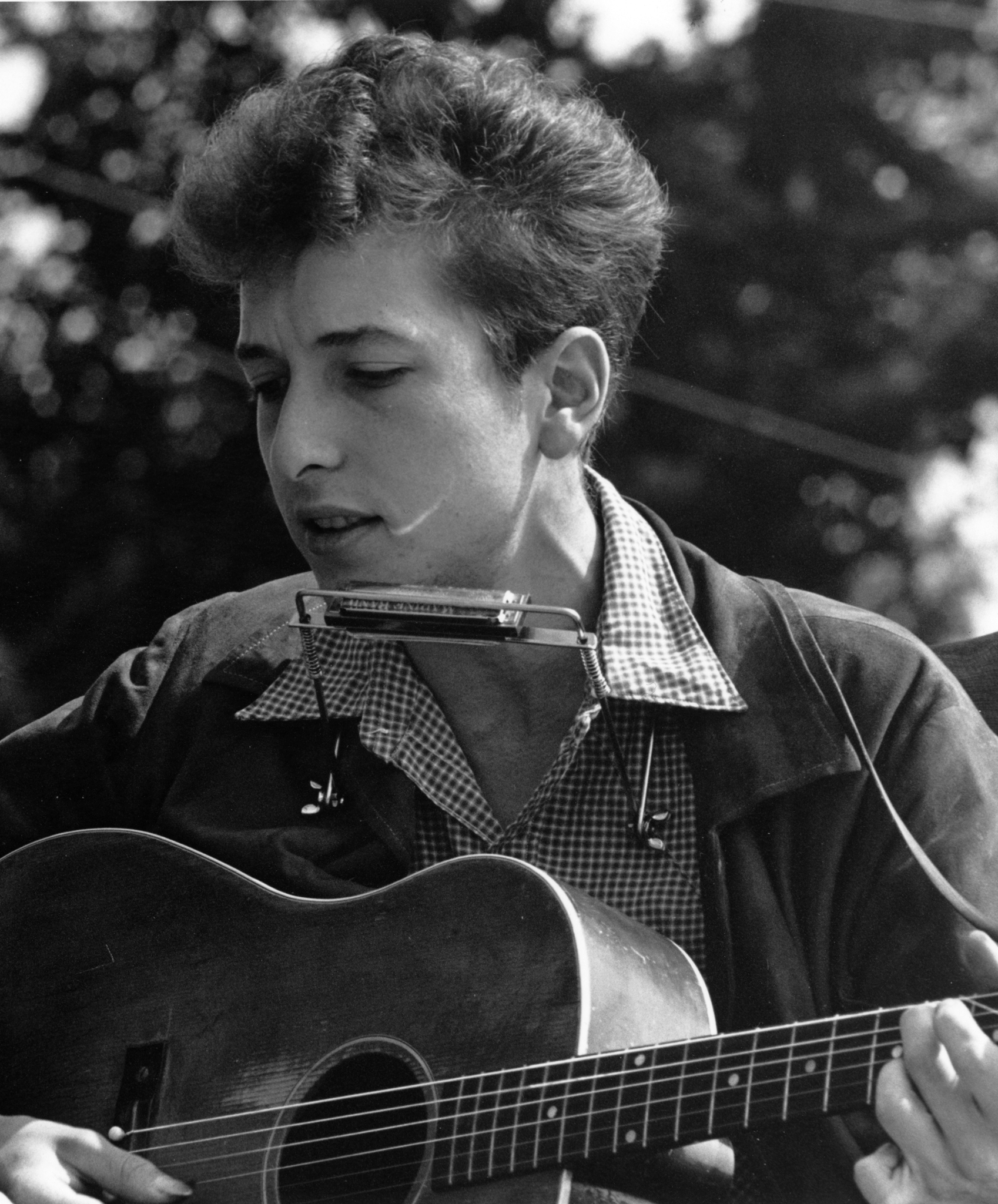
Bob Dylan, um dos heróis de Bolan no início de sua carreira.

### 1964–1967: Início de carreira
Em 1964, Bolan conheceu seu primeiro empresário, Geoffrey Delaroy-Hall, e gravou um single, acompanhado por músicos de estúdio, chamada "All at Once" (uma música muito no estilo de seu jovem herói, Cliff Richard, o "Elvis inglês"), que mais tarde foi lançado postumamente por Danielz e Caron Willans em 2008 como um vinil de sete polegadas de edição muito limitada após a gravação em fita original ter sido passada para eles por Delaroy-Hall. Esta faixa é uma das primeiras gravações profissionais de Bolan.
Bolan então mudou seu nome artístico para "Toby Tyler" quando conheceu e foi morar com o ator mirim Allan Warren, que se tornou seu segundo empresário. Esse encontro deu a Bolan uma outra chance ao show business, pois Warren viu o potencial de Bolan enquanto passava horas sentado de pernas cruzadas no chão tocando seu violão. Bolan nessa época gostava de aparecer usando um boné de veludo cotelê semelhante à sua então fonte de inspiração atual, Bob Dylan. Uma série de fotografias foi encomendada ao fotógrafo Michael McGrath, embora ele lembre que Bolan "não deixou nenhuma impressão" nele na época. Warren também contratou um estúdio de gravação e cortou os primeiros acetatos de Bolan. Duas faixas foram lançadas mais tarde, uma música de Dylan chamada "Blowin' in the Wind", e "The Road I'm On (Gloria)" de Dion. Uma versão de "You're No Good" de Betty Everett (ainda não lançada) foi posteriormente submetida à EMI para uma triagem de teste, mas foi recusada.
Warren mais tarde vendeu o contrato e as gravações de Bolan por £ 200 para seu senhorio, o magnata David Kirch, em vez de três meses de aluguel atrasado, mas Kirch estava muito ocupado com seu império imobiliário para fazer qualquer coisa por ele. Mais ou menos um ano depois, a mãe de Bolan entrou no escritório de Kirch e gritou para ele que ele não havia feito nada por seu filho. Ela exigiu que ele rasgue o contrato e ele obedeceu de bom grado. As fitas das duas primeiras faixas produzidas durante a sessão de gravação de "Toby Tyler" desapareceram por mais de 25 anos antes de ressurgir em 1991 e vendidas por quase US$ 8.000. Seu eventual lançamento em CD em 1993 disponibilizou algumas das primeiras gravações conhecidas de Bolan.
Ele assinou contrato com a Decca Records em agosto de 1965. Neste ponto, seu nome mudou para Marc Bolan. Existem vários relatos de por que Bolan foi escolhido, incluindo que foi derivado de James Bolam, que era uma contração de Bob Dylan, e – segundo o próprio Bolan – que a Decca escolheu o nome. Ele gravou seu primeiro single "The Wizard" com The Ladybirds nos vocais de apoio (mais tarde encontrando fama com Benny Hill), e músicos de estúdio tocando todos os instrumentos. "The Wizard", o primeiro single de Bolan, foi lançado em 19 de novembro de 1965. Ele apresentava Jimmy Page e Big Jim Sullivan, foi produzido por Jim Economides, com o diretor musical Mike Leander. Duas demos acústicas solo gravadas logo depois pela mesma equipe ("Reality" e "Song for a Soldier") ainda tiveram um lançamento oficial limitado em 2015 em vinil de sete polegadas. Ambas as músicas estão em um estilo folclórico que lembra Dylan e Donovan. Uma terceira música, "That's the Bag I'm In", escrita pelo cantor folk nova-iorquino e contemporâneo de Dylan Fred Neil, também foi gravada, mas ainda não foi lançada. Em junho de 1966, um segundo single oficial também foi lançado, com um acompanhamento de músicos de sessão, "The Third Degree", apoiado por "San Francisco Poet", o hino de Bolan aos poetas beat. Nenhuma das músicas chegou às paradas.
Em 1966, Bolan apareceu na porta de Simon Napier-Bell com seu violão e proclamou que seria uma grande estrela e que precisava de alguém para fazer todos os arranjos. Napier-Bell convidou Bolan e ouviu suas músicas. Uma sessão de gravação foi imediatamente marcada e as músicas foram gravadas de forma muito simples (a maioria delas não foi lançada até 1974, no álbum The Beginning of Doves). Apenas "Hippy Gumbo", uma canção folclórica barroca de sonoridade sinistra, foi lançada na época como o terceiro single mal sucedido de Bolan. Uma música, "You Scare Me to Death", foi usada em um anúncio de pasta de dente. Algumas das músicas também ressurgiram em 1982, com instrumentação adicional adicionada, no álbum You Scare Me to Death. Napier-Bell administrava os Yardbirds e John's Children e, a princípio, ia colocar Bolan nos Yardbirds. No início de 1967, ele acabou se estabelecendo no John's Children porque eles precisavam de um compositor e ele admirava a capacidade de escrita de Bolan. A banda alcançou algum sucesso ao vivo, mas vendeu poucos discos. Um single de John's Children escrito por Bolan chamado "Desdemona" foi banido pela BBC por sua linha "lift up your skirt and fly" (levantar sua saia e voar).
Sua ocupação na banda foi breve. Quando a banda se separou após um malfadado show alemão com o The Who, Bolan levou algum tempo para reavaliar sua situação. A imaginação de Bolan estava cheia de novas ideias e ele começou a escrever romances de fantasia (The Krakenmist e Pictures Of Purple People), bem como poemas e canções, às vezes achando difícil separar fatos de seu próprio mito elaborado – ele afirmou ter passado algum tempo com um bruxo em Paris que lhe deu conhecimento secreto e poderia levitar. O tempo gasto com ele foi muitas vezes mencionado, mas permaneceu "mítico". Na realidade, o mago foi provavelmente o ator americano Riggs O'Hara com quem Bolan fez uma viagem a Paris em 1965. Com tempo para se reinventar, depois de John's Children, a composição de Bolan decolou e ele começou a escrever muitas das canções poéticas e neo-românticas que apareceu em seus primeiros álbuns com o T. Rex.

### 1967–1970: Tyrannosaurus Rex
John's Children entrou em colapso quando, entre outros problemas, o equipamento da banda foi recuperado por sua gravadora Track Records. Bolan, imperturbável, se uniu para criar o Tyrannosaurus Rex, sua própria banda de rock junto com o guitarrista Ben Cartland, o baterista Steve Peregrin Took e um baixista desconhecido. Napier-Bell lembrou de Bolan: "Ele conseguiu um show no Electric Garden e depois colocou um anúncio no Melody Maker para conseguir os músicos. O jornal saiu na quarta-feira, dia do show. Às três horas ele estava entrevistando músicos, às cinco ele estava se preparando para subir ao palco... Foi um desastre. Ele acabou por ser vaiado do palco." Após este show, Bolan reduziu a banda para apenas ele e Took, e eles continuaram como uma dupla acústica de folk psicodélico, tocando as músicas de Bolan, com Took tocando a percussão e um baixo ocasional para os violões e a voz de Bolan. Napier-Bell disse sobre Bolan que após o primeiro show elétrico desastroso, "Ele não teve coragem de tentar de novo; realmente tinha sido um golpe em seu ego ... Mais tarde, ele disse a todos que foi forçado a ir acústico porque a Track tinha recuperado todo o seu equipamento. Na verdade, ele foi forçado a fazer acústico porque estava com medo de fazer qualquer outra coisa."
A versão original do Tyrannosaurus Rex com Took lançou três álbuns; dois alcançaram o top quinze na parada de álbuns do Reino Unido. Eles também tiveram um hit, "Debora", em 1968. Eles foram apoiados pelo DJ da BBC Radio 1, John Peel. Um dos destaques dessa época foi quando a dupla tocou no primeiro show gratuito do Hyde Park em 1968. Embora o Took de espírito livre e drogado tenha sido demitido do grupo após sua primeira turnê americana, eles eram uma força dentro da cena hippie underground enquanto durou. A música deles estava repleta da poesia e misticismo. Em 1969, Bolan publicou seu primeiro e único livro de poesia intitulado The Warlock of Love. Embora alguns críticos o rejeitassem como autoindulgente, estava cheio da prosas floridas e jogos de palavras de Bolan, vendendo 40.000 cópias e em 1969–70 tornou-se um dos livros de poesia mais vendidos da Grã-Bretanha. Foi reimpresso em 1992 pela Tyrannosaurus Rex Appreciation Society.
De acordo com seus primeiros interesses no rock and roll, Bolan começou a trazer linhas de guitarra amplificadas para a música da dupla, comprando uma Fender Stratocaster branca. Depois de substituir Took por Mickey Finn, ele deixou as influências elétricas avançarem ainda mais em A Beard Of Stars, o último álbum a ser creditado ao Tyrannosaurus Rex. Ele encerrou com a música "Elemental Child", apresentando uma longa ruptura na guitarra elétrica influenciada por Jimi Hendrix.

### 1971–1975: T. Rex
Marc Bolan, o príncipe duende do glam rock, continua sendo uma grande influência na música e na moda.

— Adam Sweeting, The Telegraph.
Tornando-se mais aventureiro musicalmente, Bolan comprou uma guitarra Gibson Les Paul (apresentada na capa do álbum T. Rex), e então escreveu e gravou seu primeiro hit "Ride A White Swan". Nessa época ele também encurtou o nome do grupo para T. Rex. Bolan e seu produtor Tony Visconti supervisionaram a sessão de "Ride A White Swan", o single que mudou a carreira de Bolan, que foi inspirada em parte pelo sucesso de Mungo Jerry com "In the Summertime", movendo Bolan de números predominantemente acústicos para um mais elétrico. Gravado em 1 de julho de 1970 e lançado no final daquele ano, fez um progresso lento no Top 40 do Reino Unido, até que finalmente atingiu o pico no início de 1971 no número dois. Inspirado por sua musa, June Child, Bolan desenvolveu um fascínio por roupas ditas "femininas", uma característica improvável para um roqueiro britânico na época.
Bolan seguiu "Ride A White Swan" e T. Rex, expandindo o grupo para um quarteto com o baixista Steve Currie e o baterista Bill Legend, gravando seu próximo hit, "Hot Love", com um ritmo divertido, cordas e um coro estendido inspirado em "Hey Jude". Bolan cantou "Hot Love" no programa de televisão da BBC Top of the Pops usando glíter no rosto: a performance foi mais tarde reconhecida como a base do glam rock. Para os espectadores, foi um momento decisivo: "Bolan era mágico, mas também sexualmente elevado e andrógino". A música foi número um por seis semanas e foi rapidamente seguida por "Get It On", uma música mais dura e mais adulta que passou quatro semanas no primeiro lugar. A música, re-intitulada "Bang A Gong (Get It On)" quando lançada nos Estados Unidos, alcançou o número 10 na Billboard Hot 100 no início de 1972, o único top 40 que a banda teve nos EUA. Ao tocar "Get It On" no Top of the Pops, Bolan usava seu glíter, junto com uma jaqueta brilhante.
Em novembro de 1971, a gravadora da banda, Fly, lançou a faixa "Jeepster" do Electric Warrior sem a permissão de Bolan. Indignado, Bolan aproveitou o término oportuno de seu contrato com a Fly Records e partiu para a EMI, que lhe deu sua própria gravadora, a T. Rex Wax Co. Apesar da falta de endosso de Bolan, "Jeepster" alcançou o número dois no Reino Unido.
Em 1972, ele alcançou mais dois números um no Reino Unido com "Telegram Sam" e "Metal Guru" retirados do The Slider, e dois números dois em "Children Of The Revolution" e "Solid Gold Easy Action". No mesmo ano, ele apareceu em Born to Boogie, um documentário de Ringo Starr sobre o T. Rex, incluindo um show filmado no Wembley Empire Pool, em Londres, em março de 1972. Misturadas com cenas surreais filmadas na mansão de John Lennon em Ascot e uma sessão com T. Rex junto a Ringo Starr em uma segunda bateria e Elton John no piano. Nessa época, as vendas de discos da T. Rex representavam cerca de seis por cento do total de vendas de discos britânicos. A banda estaria vendendo 100.000 discos por dia; no entanto, nenhum single do T. Rex se tornou um milhão de vendas no Reino Unido, apesar de muitos discos de ouro e uma média de quatro semanas no topo por hit número um. Nenhum disco do T. Rex foi certificado até 1985, pois a gravadora tem que pagar por isso, o que a Bolan não fez nos anos 70.
Bolan passou a usar cartolas e boás de penas no palco, além de colocar gotas de glíter em cada uma de suas bochechas. As histórias são conflitantes sobre sua inspiração para isso – alguns dizem que foi apresentado por sua assistente pessoal, Chelita Secunda, embora Bolan tenha dito a John Pidgeon em uma entrevista de 1974 na Radio 1 que ele notou o brilho na penteadeira de sua esposa, June Child, antes de um sessão de fotos e casualmente pintou algumas em seu rosto ali mesmo. Outros artistas – e seus fãs – logo adotaram variações da ideia.

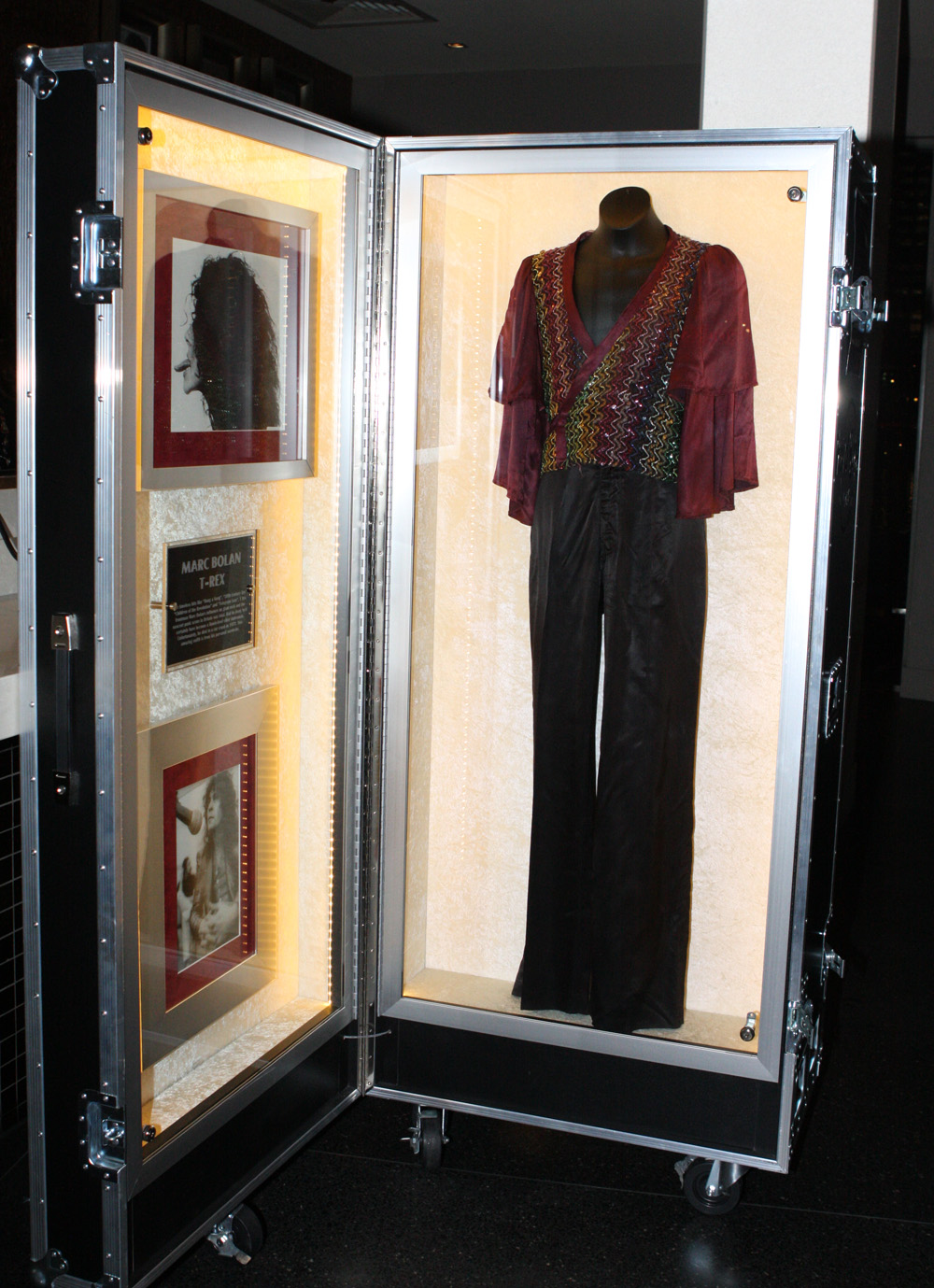
Uma roupa usada por Bolan em exposição no Hard Rock Cafe em Sydney, Austrália

A cena glam também viu a ascensão do amigo de Bolan, David Bowie, que Bolan conheceu em seus dias dentro da cena underground (Bolan havia tocado guitarra no single de Bowie "Prettiest Star" de 1970; Bolan e Bowie também compartilharam o mesmo empresário, Les Conn, e produtor, Tony Visconti), mas sua amizade também foi uma rivalidade, que continuou ao longo de sua carreira. A música de Bowie de 1972 "All the Young Dudes" citava o T. Rex. A música de Bowie, Lady Stardust, é geralmente interpretada como uma alusão ao colega. A versão demo original foi intitulada "He Was Alright (A Song for Marc)"
Em 1973, Bolan tocou uma guitarra dupla ao lado de seu amigo Jeff Lynne nas canções do Electric Light Orchestra "Ma-Ma-Ma Belle" e "Dreaming of 4000" de On the Third Day, bem como em "Everyone's Born to Die", que não foi lançado na época, mas aparece como uma faixa bônus na remasterização de 2006.
Para as sessões de gravação seguintes nos trabalhos do T. Rex, ele recrutou cantoras de soul para os vocais de apoio em "20th Century Boy", que alcançou o número 3 em março, e no meio do ano "The Groover", que foi para o número quatro. Tanx, parte do qual o levou ao soul, funk e gospel, foi um sucesso comercial e crítico em vários países europeus. "Truck On (Tyke)" perdeu o top 10 do Reino Unido, alcançando apenas o 12º lugar em dezembro. No entanto, "Teenage Dream" do álbum Zinc Alloy And The Hidden Riders Of Tomorrow mostrou que Bolan estava tentando criar uma música mais rica e envolvente do que ele havia tentado anteriormente com T. Rex. Ele expandiu a formação da banda para incluir um segundo guitarrista, Jack Green, e outros músicos de estúdio, e começou a ter mais controle sobre o som e a produção de seus discos, incluindo a então namorada Gloria Jones nos teclados e vocais de apoio.
Eventualmente, a formação original do T. Rex se desintegrou. O casamento de Bolan chegou ao fim por causa de seu caso com Jones, que começou em julho de 1973. Ele passou boa parte do tempo nos EUA nesse período, continuando a lançar singles e álbuns, colocando influências de R&B no seu próximo álbum, Bolan's Zip Gun. Ele não estava vivendo de forma saudável e começou a ganhar peso, embora posteriormente tenha melhorado e continuado a trabalhar.

### 1976–1977: Ressurgimento
Em setembro de 1975, Gloria Jones deu à luz o filho de Bolan, a quem deram o nome de Rolan Bolan (embora sua certidão de nascimento o nomeie como 'Rolan Seymour Feld'). Naquele mesmo ano, Bolan retornou ao Reino Unido do exílio fiscal nos Estados Unidos e em Mônaco, aos olhos do público com uma turnê discreta. Bolan fez aparições regulares no pop show Supersonic, dirigido por seu velho amigo Mike Mansfield e lançou uma sucessão de singles, incluindo "New York City", que alcançou o top 15. Até então, Bolan estava atualizado com a cena musical, incorporando elementos da música disco em Futuristic Dragon e principalmente em seu próximo single, "Dreamy Lady". O último membro remanescente do T. Rex, Steve Currie, deixou o grupo no final de 1976. No início de 1977, Bolan formou uma nova banda, lançou um novo álbum, Dandy In The Underworld, e partiu em uma nova turnê pelo Reino Unido, levando The Damned, uma banda de apoio, para atrair um público jovem que não se lembrava de seu auge há apenas cinco anos.
Mais tarde, em 1977, a Granada Television contratou Bolan para liderar uma série de seis partes chamada Marc, na qual ele apresentava uma mistura de bandas novas para tocar suas próprias músicas. A essa altura, Bolan havia perdido peso, parecendo tão magro quanto durante o apogeu do T. Rex. O programa foi transmitido durante a meia hora pós-escola na ITV, destinado a crianças e adolescentes, sendo um grande sucesso. Um episódio reuniu Bolan com seu ex-colega de banda John's Children Andy Ellison, então liderando a banda Radio Stars.
O amigo de longa data de Bolan, David Bowie, foi o convidado final no último episódio de Marc. A música solo de Bowie "Heroes" foi a penúltima música do programa; Bolan se despediu, nomeando alguns dos músicos: "Todos os gatos; você sabe quem eles são"; eles então começaram a tocar "Standing Next To You", durante os créditos finais. Após quatro palavras dos vocais de Bowie, no entanto, Bolan cambaleou para frente e saiu do palco, mas conseguiu pegar o microfone e encontrar um sorriso. A diversão de Bowie era claramente visível, e a banda parou de tocar depois de alguns segundos. Sem tempo para uma retomada, a ocorrência foi ao ar.

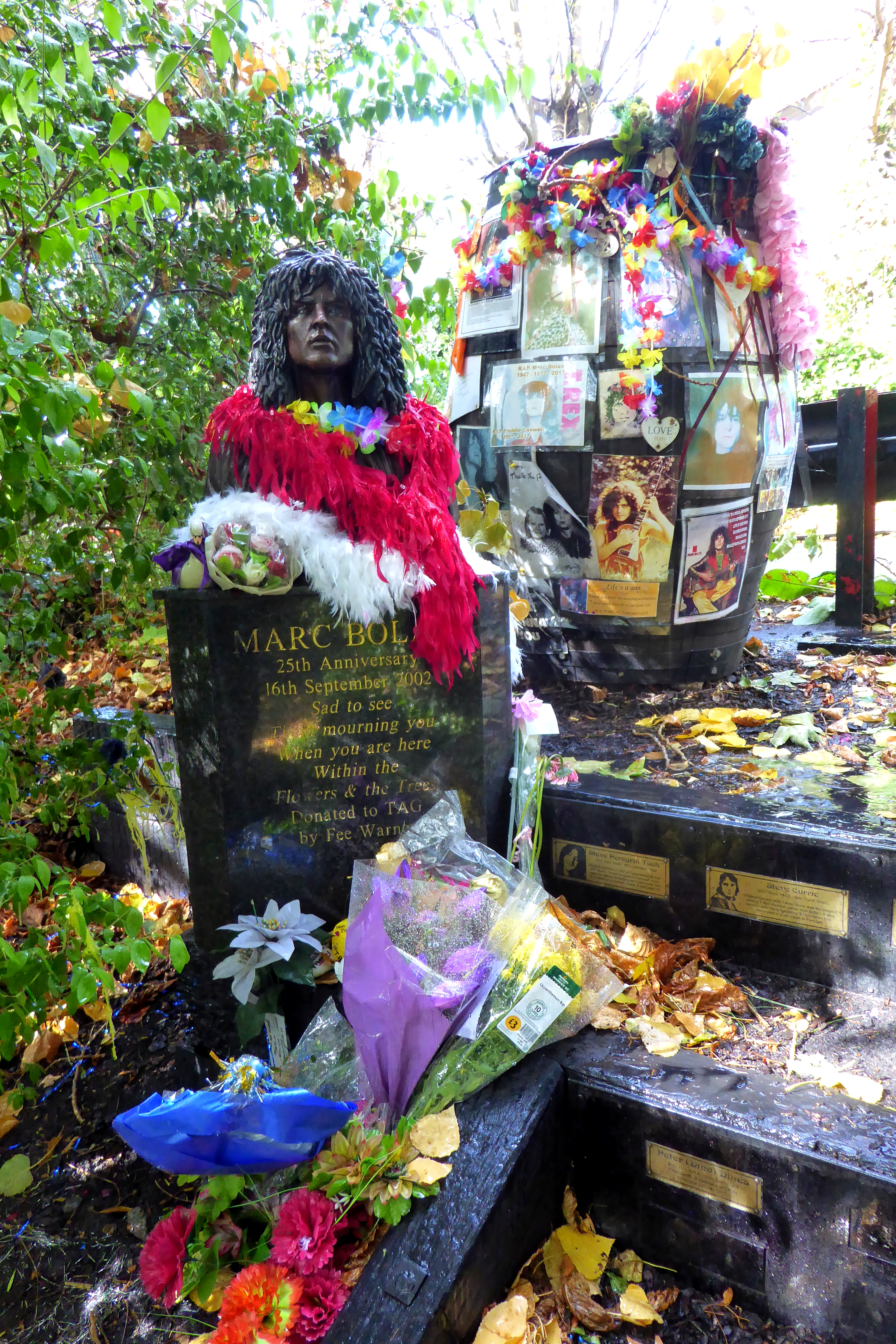
Marc Bolan's Rock Shrine, no local onde ele morreu em um acidente de carro em Barnes, Londres, no que teria sido seu 60º aniversário, 30 de setembro de 2007.

## Morte
Bolan nunca aprendeu a dirigir, temendo uma morte prematura. Apesar desse medo, carros ou automóveis são pelo menos mencionados, senão o tema de muitas de suas músicas. Ele também possuía vários veículos, incluindo um Rolls-Royce branco dos anos 1960 que foi emprestado por seu empresário à banda Hawkwind na noite de sua morte.
Em 16 de setembro de 1977, Bolan era o passageiro em um Mini 1275GT dirigido por Gloria Jones enquanto voltavam para casa de um restaurante em Berkeley Square. Depois que ela atravessou uma pequena ponte perto de Gipsy Lane em Queens Ride, Barnes, o carro atingiu um poste de cerca e depois uma árvore. Bolan foi morto instantaneamente, enquanto Jones sofreu um braço quebrado e a mandíbula quebrada.
O local do acidente de carro tornou-se posteriormente um santuário em sua memória, onde os fãs deixam homenagens ao lado da árvore. Em 2013, o santuário foi apresentado na série da BBC Four, Pagans and Pilgrims: Britain's Holiest Places. O local, conhecido como Marc Bolan's Rock Shrine, é de propriedade e mantido pelo T. Rex Action Group.
Seu funeral foi realizado em 20 de setembro de 1977 no Golders Green Crematorium no norte de Londres, onde suas cinzas foram posteriormente enterradas sob uma roseira. No funeral de Bolan, com a presença de David Bowie, Rod Stewart, Tony Visconti e Steve Harley, um tributo floral em forma de cisne foi exibido fora do serviço em reconhecimento ao seu single de sucesso "Ride A White Swan".

Há duas placas dedicadas à sua memória no crematório. A primeira foi colocada lá em meados da década de 1990 em mármore branco e foi instalado pela Tyrannosaurus Rex Appreciation Society com a ajuda de fãs em todo o mundo. A segunda foi instalada pelo fã-clube oficial de Marc Bolan e outros fãs em setembro de 2002, para comemorar o 25º aniversário de sua morte. A inscrição na pedra, que também traz sua imagem, diz '25 anos depois – sua luz do amor ainda brilha forte'. Colocada sob a placa há uma figura de cerâmica apropriada de um cisne branco.
Estou terrivelmente arrasado por isso. Ele era meu companheiro. A única homenagem que posso dar a Marc é que ele foi o maior pequeno gigante do mundo. – David Bowie sobre a morte de Bolan.

## Vida pessoal

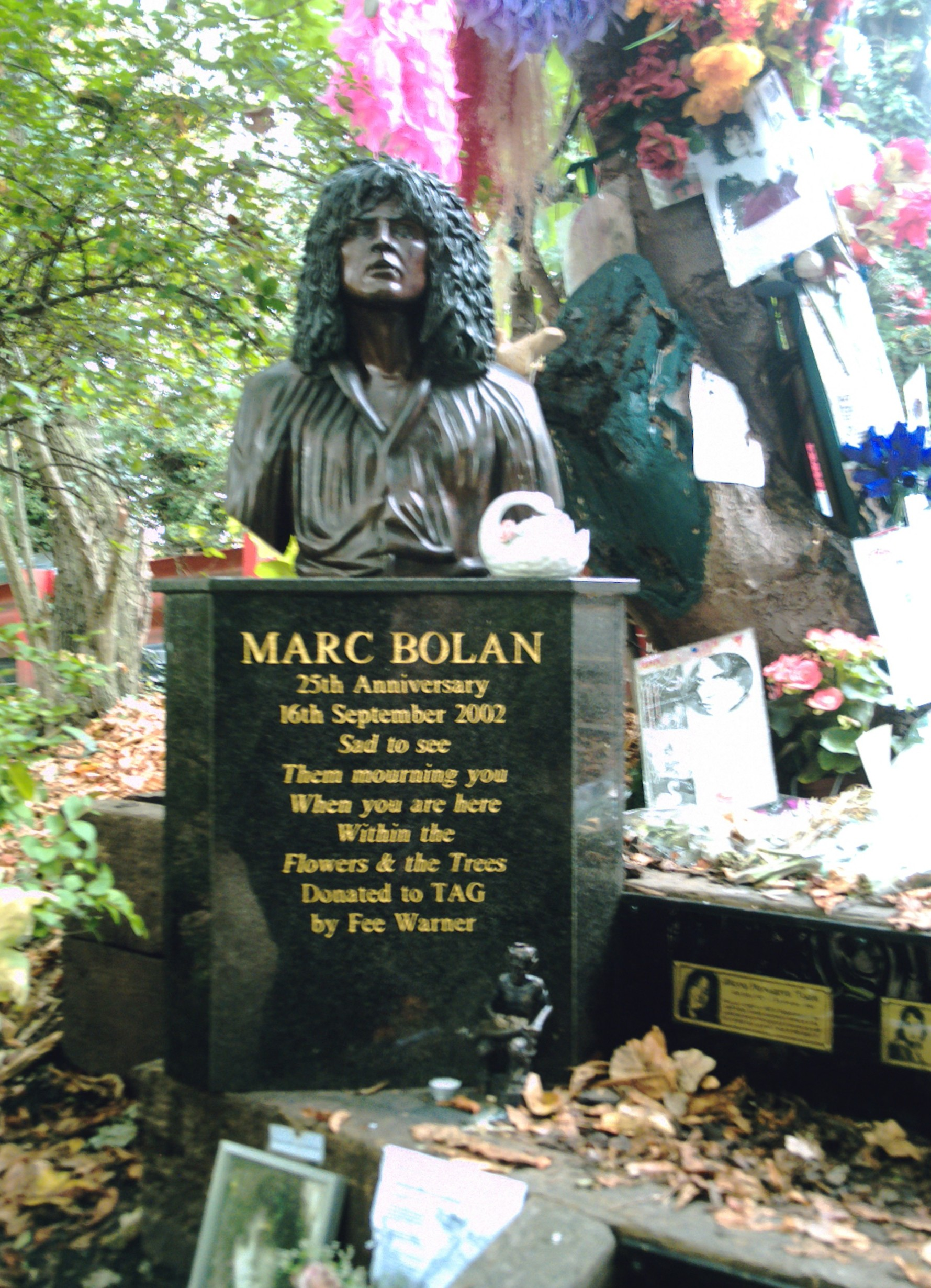

Bolan começou seu primeiro relacionamento romântico sério, com Theresa Whipman, em 1965. A música "Hot Love" foi escrita sobre ela. Eles se separaram em 1968 quando Bolan conheceu June Ellen Child. O par imediatamente se apaixonou e se mudou para um apartamento juntos depois de se conhecerem apenas por alguns dias. Eles se casaram em 30 de janeiro de 1970. Ela era uma ex-secretária de seus então gerentes, Blackhill Enterprises, também os gerentes de outro de seus heróis, Syd Barrett, com quem June namorou. Ela também foi influente em aumentar o perfil de seu novo marido na indústria da música.
O relacionamento de Bolan com June foi tumultuado; ele se envolveu em vários casos ao longo de seu casamento, incluindo um com a cantora Marsha Hunt em 1969, e outro com a artista Barbara Nessim enquanto gravava nos Estados Unidos em 1971. O casal se separou em 1973, depois que June descobriu sobre o caso de Bolan com a cantora Gloria Jones.
Após a morte de Bolan, June revelou que havia sofrido vários abortos durante o casamento porque acreditava que Bolan ainda não estava maduro o suficiente para ser pai na época. Bolan e Gloria Jones estavam em um relacionamento romântico comprometido de 1973 até ele morrer em setembro de 1977. O casal teve um filho juntos em setembro de 1975 e os três viveram juntos por quase dois anos até a morte de Bolan.
No final de junho de 1976, June Bolan pediu o divórcio por adultério, citando Gloria Jones como a terceira parte. Na audiência do tribunal em 5 de outubro de 1976, o vice-juiz Donald Ellison declarou: "Estou convencido de que o marido cometeu adultério com o co-requerido e que a esposa considera intolerável viver com ele", e concedeu um decreto nisi. Doze meses após essa data, deveria tornar-se um decreto absoluto, rompendo para sempre os laços matrimoniais dos Bolans. "Os fatos são que ela inicialmente me deixou, e nós apenas nos afastamos", explicou Bolan após a decisão. "Não houve grandes cenas, nem quebrando as coisas. Aconteceu de repente um dia. Nós não éramos mais um casal." Ele também aproveitou a oportunidade para lançar um pouco de luz sobre sua sexualidade. "De qualquer forma, eu sou gay", ele apenas meio que brincou. “Não posso dizer que era um homossexual latente – fui um dos primeiros. Mas sexo nunca foi um grande problema. Sou um grande sacana". Questionado sobre a instituição do casamento, ele respondeu: "Gloria não quer se casar e eu também não. Se eu voltar a casar com alguém, vou colocar uma cláusula que quando acabar você está por conta própria – e isso significa financeiramente também."

## Legado

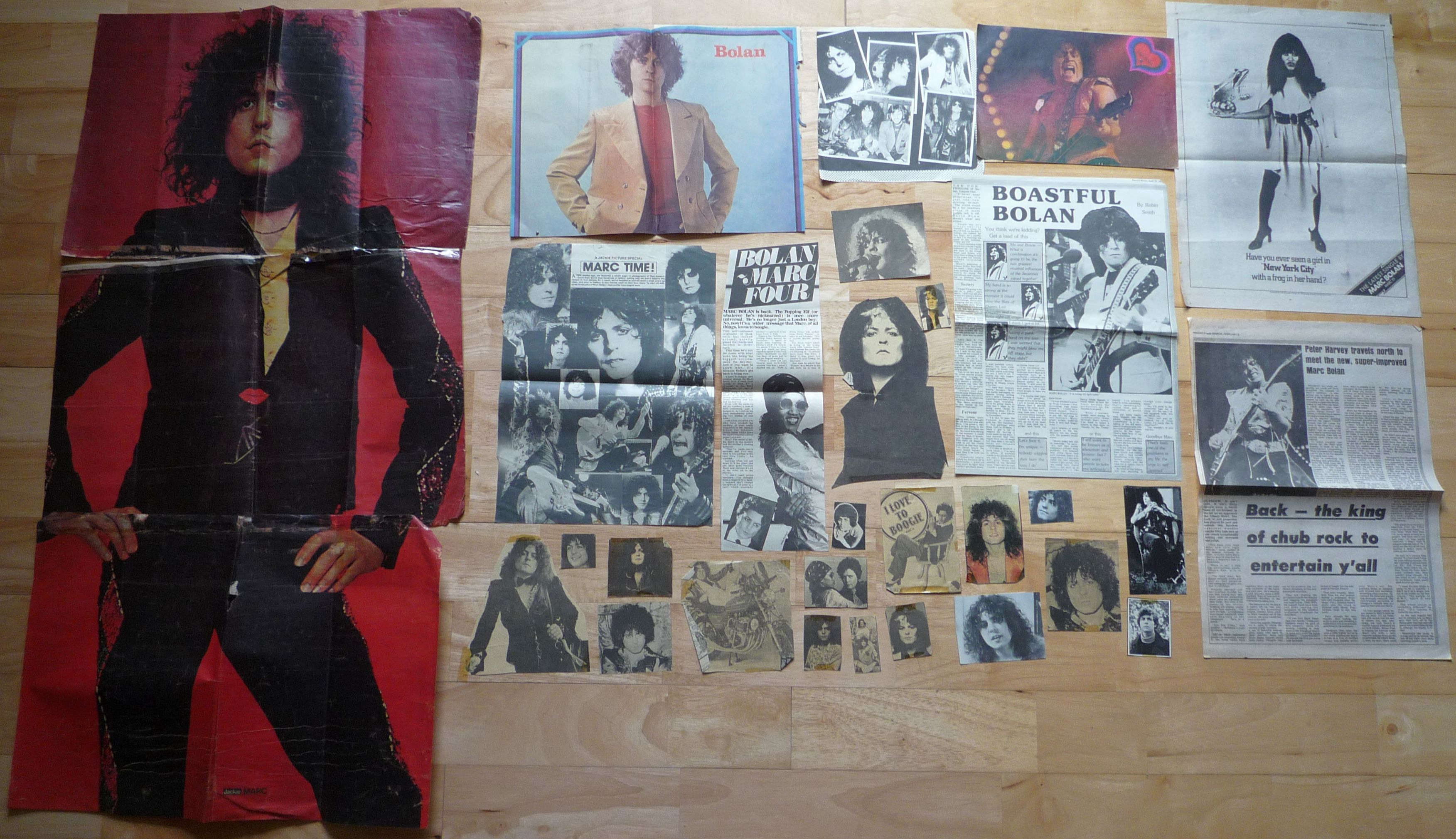
Uma coleção com fotos de Marc Bolan.

Bolan influenciou fortemente artistas de vários gêneros, incluindo glam rock, punk, pós-punk, new wave, indie rock e britpop. Ele foi o ídolo de Johnny Marr, que mais tarde encontrou fama como o guitarrista da influente banda de indie rock The Smiths. O T. Rex foi citado como influência por artistas como New York Dolls, Ramones, Kate Bush, Boy George, Siouxsie and the Banshees, Joy Division, R.E.M., The Pixies e Tricky.

## Discografia
Com John's Children
- 1982: The Legendary Orgasm Album
- 1997: Smashed Blocked!

Como Marc Bolan
- 1974: The Beginning of Doves
- 1981: You Scare Me to Death
- 1983: Dance in the Midnight
- 1992: Observations

Com Tyrannosaurus Rex
- 1968: My People Were Fair And Had Sky In Their Hair... But Now They're Content To Wear Stars On Their Brows
- 1968: Prophets, Seers & Sages: The Angels Of The Ages
- 1969: Unicorn
- 1970: A Beard Of Stars

Com T. Rex
- 1970: T. Rex
- 1971: Electric Warrior
- 1972: The Slider
- 1973: Tanx
- 1974: Zinc Alloy And The Hidden Riders Of Tomorrow
- 1975: Bolan's Zip Gun
- 1976: Futuristic Dragon
- 1977: Dandy In The Underworld